# Juan Cruz González
Juan Cruz González (Córdoba, 2 dicembre 1996) è un calciatore argentino, difensore del Chacarita Juniors.

## Caratteristiche tecniche
È un terzino destro.

## Carriera
Cresciuto nelle giovanili del Chacarita Juniors, ha esordito in prima squadra l'8 marzo 2016 in occasione del match vinto 1-0 contro il Villa Dálmine.

## Statistiche

### Presenze e reti nei club
Statistiche aggiornate al 17 aprile 2018.
| Stagione        | Squadra           | Campionato      | Campionato | Campionato | Coppe nazionali | Coppe nazionali | Coppe nazionali | Coppe continentali | Coppe continentali | Coppe continentali | Altre coppe | Altre coppe | Altre coppe | Totale | Totale | Totale |
| Stagione        | Squadra           | Comp            | Pres       | Reti       | Comp            | Pres            | Reti            | Comp               | Pres               | Reti               | Comp        | Pres        | Reti        | Pres   | Reti0  |        |
| --------------- | ----------------- | --------------- | ---------- | ---------- | --------------- | --------------- | --------------- | ------------------ | ------------------ | ------------------ | ----------- | ----------- | ----------- | ------ | ------ | ------ |
| 2016            | Chacarita Juniors | BN              | 16         | 0          | CA              | 0               | 0               |                    | -                  | -                  |             | -           | -           | 16     | 0      |        |
| 2016-2017       | Chacarita Juniors | BN              | 21         | 1          | CA              | 1               | 0               |                    | -                  | -                  |             | -           | -           | 22     | 1      |        |
| 2017-2018       | Chacarita Juniors | PD              | 6          | 0          | CA              | 0               | 0               |                    | -                  | -                  |             | -           | -           | 6      | 0      |        |
| Totale carriera | Totale carriera   | Totale carriera | 43         | 1          |                 | 1               | 0               |                    | -                  | -                  |             | -           | -           | 44     | 1      |        |